# 奥山真司 (戦略学者)
奥山 真司（おくやま まさし、1972年9月5日 - ）は、日本の地政学者、戦略学者。国際地政学研究所上席研究員、戦略研究学会編集委員。戦後の日本で批判的に扱われた地政学や戦略学を紹介したことで知られる。レディング大学Ph.D.。株式会社オンザボードで動画 奥山真司の地政学・リアリズム「アメリカ通信」を配信している。

## 略歴
横浜市出身。幼少期、父の転勤によりカタール（アクラ）に1年間在住。横須賀市立横須賀高等学校を卒業後、十代の頃からギターを弾いており、ミュージシャンを目指して音楽系の専門学校を出るも、その道を断念する。母親の知り合いからカナダのカレッジ（単科大学）に誘われ、成績が良かったのでブリティッシュコロンビア大学に編入、そこで受けた地政学の授業が面白かったので、地政学を極めるためにイギリスに渡り、地理学科および哲学科を卒業。英国レディング大学大学院戦略学科で修士号及び博士号（2011年）を取得。コリン・グレイに師事した。国際地政学研究所上級研究員。戦略研究学会理事・企画委員。日本クラウゼヴィッツ学会理事、副会長代理。
人生の師はコリン・グレイ、エドワード・ルトワック。

## 社会活動
- 2019年4月より、戦略研究学会企画会委員[6]。
- 青山学院大学、東京大学大学院、自衛隊幹部学校、防衛研究所などの講師をつとめる。
- 2011年、幸福の科学のセミナー動画に出演[7]。
- ニコニコ動画、YouTubeにて毎週火曜日｢奥山真司のアメリカ通信｣をONTHEBOARD社長 和田憲治と共に放送。

地政学、リアリズム、プロパガンダの視点をベースに、欧米の英字新聞・雑誌・ニュースから欧米各国の首脳、政治家、軍人の思考方法・戦略的思考を分析、紹介している。『目に見えぬ侵略 中国のオーストラリア支配計画』の翻訳後は、欧米の政治関係者、軍事関係者による対中政策についての解説を自メディア以外でも行っている。日本においては、沖縄へのサイレントインベージョンも触れ、琉球独立派のロバート・カジワラについても触れている。

## 著作

### 著書
- 『地政学――アメリカの世界戦略地図』五月書房、2004年1月 ISBN 4-7727-0401-9
- 『“悪の論理”で世界は動く! 地政学――日本属国化を狙う中国、捨てる米国』フォレスト出版、2010年2月 ISBN 978-4894519176
- 『世界を変えたいなら一度"武器"を捨ててしまおう』フォレスト出版、2012年7月 ISBN 978-4-8945-1518-5

### 監修・情報商材音声コンテンツ
- 監修『地政学 (サクッとわかるビジネス教養) 』新星出版社、2020年6月 ISBN 978-4405120099
- 月刊Hanada編集部『「目に見えぬ侵略」「見えない手」副読本』飛鳥新社、2021年2月
- 奥山理論において最重要な入門講座　"奴隷"人生脱却の大戦略「戦略の階層 3.0〜理論と実践〜」30,000円[9]

### 訳書
- ジョン・ミアシャイマー 『大国政治の悲劇――米中は必ず衝突する!』 五月書房、2007年1月 ISBN 978-4-7727-0456-4
- J.C.ワイリー 『戦略論の原点――軍事戦略入門』 芙蓉書房出版、2007年4月、普及版2010年
- スティーヴン・ウォルト 『米国世界戦略の核心――世界は「アメリカン・パワー」を制御できるか?』 五月書房、2008年3月 ISBN 978-4-7727-0470-0
- ニコラス・スパイクマン 『平和の地政学――アメリカ世界戦略の原点』 芙蓉書房出版、2008年5月 ISBN 978-4-8295-0422-2
- コリン・グレイ、ジェフリー・スローン編 『進化する地政学――陸、海、空そして宇宙へ　戦略と地政学1』 五月書房、2009年7月 ISBN 4772704795
- 同上『胎動する地政学――英、米、独そしてロシアへ　戦略と地政学2』 五月書房、2010年6月 ISBN 978-4-7727-0486-1
  - 『地政学　地理と戦略』 五月書房新社、2021年12月。ISBN 978-4909542373。上記2冊を合本新版
- コリン・グレイ 『戦略の格――戦略家のための40の議論』 芙蓉書房出版、2009年8月 ISBN 978-4-8295-0456-7
- クリストファー・レイン 『幻想の平和 花火――1940年から現在までのアメリカの大戦略』 五月書房、2011年8月 ISBN 978-4-7727-0492-2
- ジョン・J・ミアシャイマー 『なぜリーダーはウソをつくのか 国際政治で使われる5つの「戦略的なウソ」』 五月書房、2012年4月／中公文庫、2017年12月 ISBN 978-4-12-206503-1
- ロバート・カプラン 『インド洋圏が、世界を動かす――モンスーンが結ぶ躍進国家群はどこへ向かうのか』 関根光宏と共訳、インターシフト、2012年7月 ISBN 978-4-7726-9532-9
- ロバート・カプラン 『中国海洋覇権の野望』 講談社、2014年10月／講談社＋α文庫、2016年1月
- コリン・グレイ 『現代の戦略』 中央公論新社、2015年12月　ISBN 978-4120048074
- エドワード・ルトワック 『中国4.0―暴発する中華帝国』 文春新書、2016年3月 ISBN 978-4166610631
- ベアトリス・ホイザー 『クラウゼヴィッツの「正しい読み方」―『戦争論』入門』 芙蓉書房出版、中谷寛士共訳、芙蓉書房出版、2017年1月、増訂版・2023年1月 ISBN 978-4829508534
- エドワード・ルトワック 『戦争にチャンスを与えよ』 文春新書、2017年4月 ISBN 978-4166611201
- デレク・ユアン 『真説 孫子』 中央公論新社、2018年2月 ISBN 978-4120050473
- エドワード・ルトワック 『日本4.0―国家戦略の新しいリアル』 文春新書、2018年9月 ISBN 978-4166611829
- クライブ・ハミルトン 『目に見えぬ侵略―中国のオーストラリア支配計画』 山岡鉄秀監訳、飛鳥新社、2020年5月 ISBN 978-4864107471
- エドワード・ルトワック 『ラストエンペラー 習近平』 文春新書、2021年7月 ISBN 978-4166613205
- ローレンス・フリードマン 『戦争の未来―人類はいつも「次の戦争」を予測する』 中央公論新社、2021年12月 ISBN 978-4120054815
- クリストファー・コーカー 『戦争はなくせるか？』 勁草書房、2022年9月 ISBN 978-4-326-35189-3
- ハル・ブランズ／マイケル・ベックリー 『デンジャー・ゾーン　迫る中国との衝突』 飛鳥新社、2023年2月 ISBN 978-4864109291
- アレックス・ジョスキ 『スパイと嘘　世界を欺いた中国最大の秘密工作』飛鳥新社、2024年8月 ISBN 978-4868010036
- エルブリッジ・コルビー 『アジア・ファースト　新・アメリカの軍事戦略』文春新書、2024年10月 ISBN 978-4166614684
- イタイ・ヨナト 『認知戦　悪意のSNS戦略』文春新書、2025年8月、ISBN 978-4166615025

### 監訳
- エドワード・ルトワック『自滅する中国――なぜ世界帝国になれないのか』 芙蓉書房出版、2013年7月 ISBN 978-4-8295-0590-8
- ウィリアム・ストラウス／ニール・ハウ『フォース・ターニング』 森孝夫訳、ビジネス社、2017年3月 ISBN 978-4828419435
- エドワード・ルトワック『ルトワックの“クーデター入門"』 芙蓉書房出版、2018年3月
- ヤクブ・グリギエル／ウェス・ミッチェル 『不穏なフロンティアの大戦略』 川村幸城訳、中央公論新社、2019年7月
- クライブ・ハミルトン『見えない手――中国共産党は世界をどう作り変えるか』 森孝夫訳、飛鳥新社、2020年12月 ISBN 9784864108010
- マイケル・ハワード『クラウゼヴィッツ 『戦争論』の思想』監修、勁草書房、2021年8月
- ローリー・メドカーフ『インド太平洋戦略の地政学　中国はなぜ覇権をとれないのか』 平山茂敏と監訳、芙蓉書房出版、2022年1月

### 雑誌連載
- 『週刊ダイヤモンド』誌上において書評コーナー「私のイチオシ収穫本」を隔月で担当
- 『ザ・リバティ』サバイバルの国際政治講座 日本人のための「戦略格言」2011年11月号まで連載

## 出演

### ラジオ
- ザ・ボイス そこまで言うか!（ニッポン放送）
- 飯田浩司のOK! Cozy up!（ニッポン放送）

### ウェブ
- デモクラシータイムス（YouTube、2024年3月17日）

### テキスト
- オンザボード
- 奥山真司公式サイト【リアリスト.JP】
- Dr.Masashi Okuyama (@masatheman) - X（旧Twitter）
- 奥山真司の地政学「アメリカ通信」 (realist.jp) - Facebook
- ブログ「地政学を英国で学んだ」
- 国際地政学研究所
- 奥山真司 - サキシル
- 奥山真司 - ニッポン放送 NEWS ONLINE
- 紫_bot (@realistjp) （「奥山真司の地政学・リアリズム「アメリカ通信」」(@ametsu_otb)Twitter管理人

### 動画
- The Standard Journal - YouTubeチャンネル
- The Standard Journal - ニコニコチャンネル
- 日本人のための「戦略の格言」リバティ・セミナー【動画】 - ザ・リバティWeb